# Rainbow Sun Francks
Rainbow Sun Francks (* 3. prosince 1979, v Torontu, Ontario, Kanada) je herec a autor písní.

## Filmografie
| Herec | Herec                                     | Herec              | Herec        |
| Rok   | Film/seriál                               | Role               | Poznámky     |
| ----- | ----------------------------------------- | ------------------ | ------------ |
| 2012  | The Listener                              | desátník Dev Clark |              |
| 2011  | Lost Girl                                 | Cameron            | 1 epizoda    |
| 2010  | The Bridge                                | Daniels            | 1 epizoda    |
| 2007  | Vetřelci vs. Predátor 2                   | Earl               |              |
| 2006  | This Space for Rent                       | Barnaby Sharpe     |              |
| 2004  | Preview to Atlantis                       | Aiden Ford         |              |
| 2004  | From Stargate to Atlantis: Sci-Fi Lowdown | Aiden Ford         | dokumentární |
| 2004  | Hvězdná brána: Atlantida                  | poručík Aiden Ford |              |
| 2003  | Electric Circus                           | Host               | (2002–2003)  |
| 2001  | Twice in a Lifetime                       | Jimmy              | 1 epizoda    |
| 2000  | Love Come Down                            | Julian             |              |
| 2000  | Love Song                                 | Calvin Dumas       |              |
| 1999  | One Heart Broken Into Song                | Hank Johnson       |              |
| 1999  | Johnny                                    | Gus                |              |
| 1997  | The Planet of Junior Brown                | Buddy Clark        |              |
| 1995  | Černý lišák 2: Cena za mír                | Frank Johnson      |              |
| 1995  | Černý lišák 3: Lidé dobří a zlí           | Frank Johnson      |              |